# Hoburogekko
Hoburogekko es un género extinto de geco que incluye solo a la especie tipo Hoburogekko suchanovi, del Cretácico Inferior de Mongolia. Es conocido a partir de dos especímenes fósiles, uno que preserva la parte frontal del cráneo y otro que preserva parte de la mandíbula inferior. Hoburogekko es uno de los pocos gecos o lagartos similares a gecos conocidos del Mesozoico, siendo los otros Cretaceogekko del Cretácico Inferior de Birmania, AMNH FR21444, un espécimen sin describir de un depósito algo más antiguo de Mongolia, y Gobekkoo del Cretácico Superior de Mongolia. Hoburogekko es el tercer geco más antiguo conocido tras AMNH FR21444 y Cretaceogekko.

## Descripción

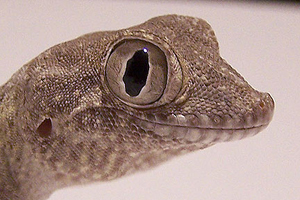
La actual especie de geco Agamura persica tienen un hocico romo y alto como Hoburogekko y vive en un ambiente árido como el que se infiere para Hoburogekko.

El cráneo de Hoburogekko es corto, romo y alto. Las proporciones de los huesos craneales son similares a las del actual género Bunopus, aunque los dos no están cercanamente relacionados. La apariencia general de Hoburogekko se parece a la de las especies modernas Agamura persica, Bunopus tuberculatus, Pristurus carteri, Ptenopus carpi y Teratoscincus przewalskii, todas las cuales tienen hocicos romos y altos. Muchas de estas especies viven en el suelo y habitan zonas desérticas. Hoburogekko probablemente tenía un estilo de vida parecido, lo cual encaja con la evidencia de los sedimentos de la región de Mongolia en la que fue encontrado, que era semiárida durante el Cretácico Inferior. Se deduce al compararlo con los gecos de hocico corto del desierto actuales que Hoburogekko pudo haber tenido un cuerpo cilíndrico adaptado a excavar madrigueras.
La longitud total craneal de Hoburogekko se estima en 1.2 centímetros. La longitud corporal total de Hoburogekko es difícil de extrapolar solamente de su cráneo porque el tamaño relativo de la cabeza con respecto al resto del cuerpo varía considerablemente entre los gecos modernos. Basándose en este rango de proporciones, Hoburogekko puede haber estado entre los 3.5 a 6.0 centímetros de largo. Hoburogekko parece ser primitivo por poseer un canal de Meckel a lo largo de la parte interna de la mandíbula inferior abierto en la parte superior y un hueso yugal grande bajo la órbita ocular, pero es similar a los gecos modernos por tener un hueso frontal que forma un tubo a lo largo de la línea media del cráneo. Otros rasgos derivados de los gecos presentes en Hoburogekko incluyen huesos craneales lisos y la ausencia de un agujero en la parte superior del cráneo llamado el foramen parietal. Otra característica de los geco que puede haber estado en Hoburogekko es que las cuencas oculares no estaban limitadas por las barras postorbitales en la parte posterior, si bien solo la parte frontal de la cuenca ocular está preservada en los especímenes conocidos de Hoburogekko. El gran tamaño del yugal sugiere que se pudo haber extendido más hacia atrás para formar la barra postorbital, en cuyo caso Hoburogekko podría parecer aún más primitivo.

## Filogenia

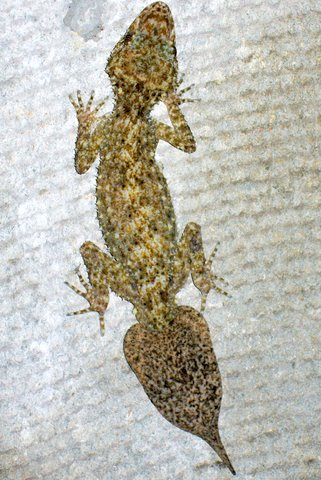
El geco de cola ancha, Phyllurus platurus, así como otros miembros de Carphodactylidae, puede haber estado emparentado de cerca con Hoburogekko.

Hoburogekko fue reconocido como un pariente cercano de los gecos desde que fue nombrado originalmente en 1989. Sin embargo, la escasez de rasgos distintivos en los dos especímenes conocidos de Hoburogekko significan que sus relaciones evolutivas no fueron evaluadas en un análisis filogenético hasta muchos años después de su descripción original. El análisis filogenético de Daza et al. (2012) encontró que Hoburogekko es un pariente cercano de la especie actual Phyllurus platurus, comúnmente conocido como el geco de cola ancha. En el análisis, Hoburogekko y Phyllurus están más cercanamente relacionados con los pigopódidos sin patas que a los demás gecos. El análisis también incluyó a AMNH FR21444 y a Gobigekko (aunque no a Cretaceogekko) y los situó por fuera de Gekkota, el grupo que incluye a los gecos verdaderos, siendo en cambio miembros basales del grupo mayor Gekkonomorpha. Por lo tanto, Hoburogekko puede ser l miembro más derivado de los cuatro gekkonomorfos conocidos del Mesozoico. No obstante, el análisis de Daza et al. (2013) situó a Hoburogekko en una politomía o relación evolutiva sin resolver con Gobekko, P. platurus (representando a la familia Carphodactylidae), los pigopódidos y un clado (agrupamiento evolutivo) que incluye a todos los demás gecos, lo que significa que su posición dentro de Gekkonomorpha es aún incierta.